# Patricio Ostachuk
Javier Patricio Ostachuk (Oberá, Argentina; 5 de mayo de 2000) es un futbolista argentino. Juega de defensa central y su equipo actual es Tristán Suárezde la B Nacional. De préstamo Desde Independiente

## Trayectoria
Ostachuk se formó como jugador en las inferiores del Olimpia / San Antonio, conocido entonces como Olimpia de Oberá. Y tras pasar en 2015 en el Newell's Old Boys, Ostachuk entró a las inferiores del Independiente de Avellaneda en 2016.
El entonces centrocampista, fue promovido al primer equipo de Independiente en 2020 jugando como defensa central. Debutó el 6 de diciembre ante Defensa y Justicia por la Copa de la Liga.

## Estadísticas
Actualizado al último partido disputado el 30 de septiembre de 2023.
| Club                    | Div.          | Temporada     | Liga  | Liga  | Copas nacionales | Copas nacionales | Copas internacionales | Copas internacionales | Total | Total |
| Club                    | Div.          | Temporada     | Part. | Goles | Part.            | Goles            | Part.                 | Goles                 | Part. | Goles |
| ----------------------- | ------------- | ------------- | ----- | ----- | ---------------- | ---------------- | --------------------- | --------------------- | ----- | ----- |
| Independiente Argentina | 1.ª           | 2020-21       | 2     | 0     | __               | __               | __                    | __                    | 2     | 0     |
| Independiente Argentina | 1.ª           | 2021          | 8     | 0     | __               | __               | 6                     | 0                     | 14    | 0     |
| Independiente Argentina | 1.ª           | 2022          | 3     | 0     | __               | __               | 1                     | 0                     | 4     | 0     |
| Independiente Argentina | 1.ª           | 2023          | 9     | 0     | 2                | 0                | —                     | —                     | 11    | 0     |
| Independiente Argentina | Total club    | Total club    | 22    | 0     | 2                | 0                | 7                     | 0                     | 31    | 0     |
| Total carrera           | Total carrera | Total carrera | 22    | 0     | 2                | 0                | 7                     | 0                     | 31    | 0     |